# Кирилловское (Ленинградская область)

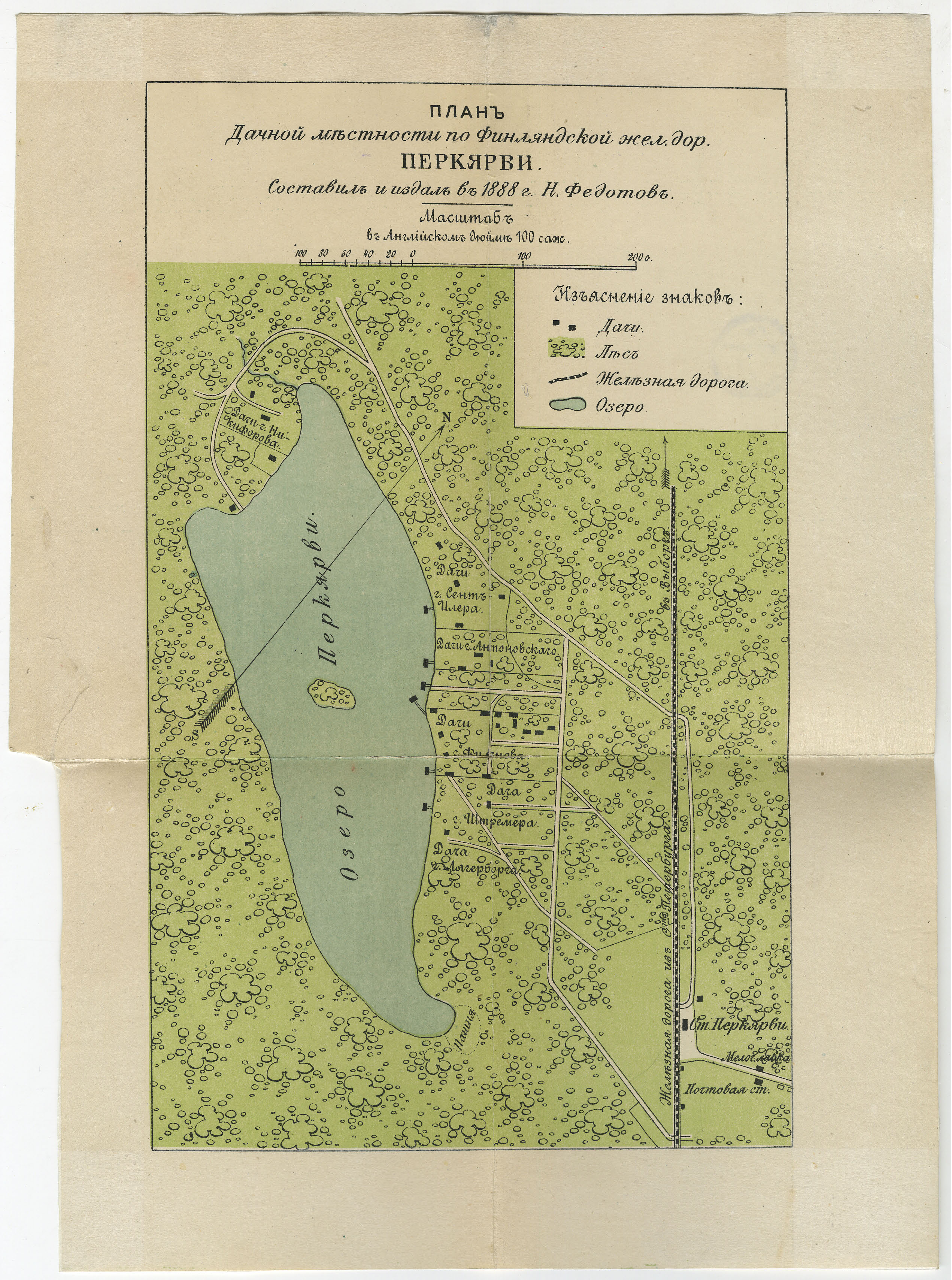
План дачной местности Перкъярви. 1888 год

Кирилловское (до 1948 — Перкъярвен асемакюля, фин. Perkjärven asemakylä) — посёлок в Красносельском сельском поселении Выборгского района Ленинградской области.

## Название
Топоним Перкъярвен асемакюля в дословном переводе означает «пристанционный посёлок Перкъярви». 
Согласно постановлению исполкома Перкъярвского сельсовета от 18 января 1948 года пристанционному посёлку Перкъярви I было присвоено наименование Кириллово, которое позднее было изменено на Кирилловское. Обоснование переименования: «В память героя финской кампании младшего воентехника Кириллова В. П., похороненного в Перкъярви». 
Переименование было закреплено указом Президиума ВС РСФСР от 1 октября 1948 года.

## История

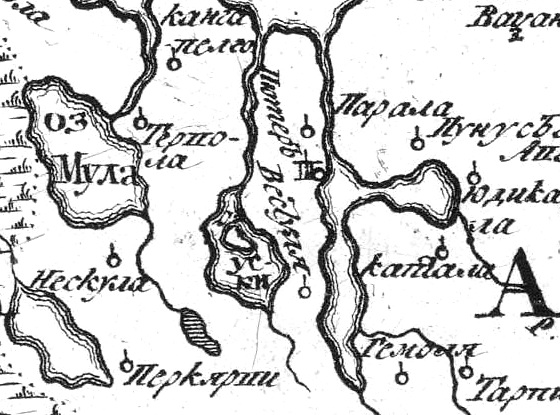
Деревня Перкъярви на русской карте 1745 года

В 1870 году открылось железнодорожное сообщение Санкт-Петербург — Гельсингфорс. Близ деревни Перкъярви была построена станция, получившая то же название. Вокруг неё началась интенсивная застройка, и со временем образовался станционный посёлок, в котором к концу 1930-х годов было более 200 домов.
Кирпичный завод, основанный князем Салтыковым в 1900 году в деревне Перкъярви (совр. Кирпичное) и работавший, по рассказам послевоенных новопоселенцев, некоторое время и после войны, был соединен со станцией узкоколейной железной дорогой для подвоза материалов и отправки готовой продукции. 

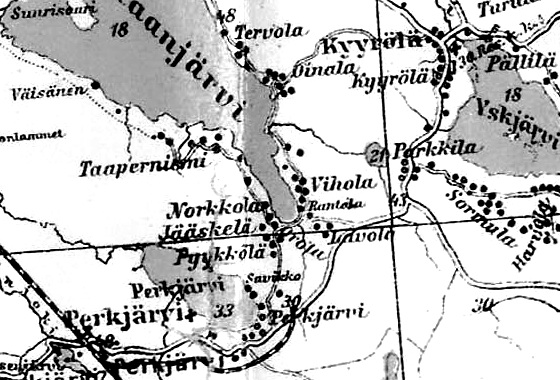
Пристанционный посёлок и деревня Перкъярви на финской карте 1923 года

До 1939 года пристанционный посёлок Перкъярви входил в состав волости Муолаа Выборгской губернии Финляндской республики. К концу 1930-х годов его население насчитывало около 1000 человек.
С 1 мая 1940 года по 31 декабря 1947 года — в составе Перкъярвского сельсовета Каннельярвского (Райволовского) района.
С 1 июля 1941 года по 31 мая 1944 года — финская оккупация. 
С 1 января 1948 года пристанционный посёлок Перкъярви I учитывается административными данными как посёлок Кирилловское. С 1 октября 1948 года — в составе Кирилловского сельсовета Рощинского района. 
С 1 февраля 1963 года — в составе Выборгского района.
Согласно данным 1966 и 1973 годов посёлок Кирилловское входил в состав Кирилловского сельсовета и являлся его административным центром.
Согласно данным 1990 года посёлок Кирилловское являлся административным центром Кирилловского сельсовета, в который входили 6 населённых пунктов, общей численностью 1986 человек. В самом посёлке Кирилловское проживали 559 человек.
В 1997 году в посёлке Кирилловское Кирилловской волости проживали 700 человек, в 2002 году — 842 человека (русские — 90 %), посёлок был административным центром волости.
В 2007 году в посёлке Кирилловское Красносельского СП проживали 670 человек, в 2010 году — 843 человека.

## География
Посёлок расположен в восточной части района на автодороге 41К-092 (Высокое — Синицино).
Расстояние до административного центра поселения — 13 км. Расстояние до районного центра — 40 км. 
В посёлке находится железнодорожная станция Кирилловское. 
Посёлок находится на восточном берегу озера Малое Кирилловское.

## Демография
| 2007 | 2010 | 2017 | 2021 |
| ---- | ---- | ---- | ---- |
| 670  | ↗843 | ↘647 | ↘608 |

## Некрополистика
В канун 25-летия победы над фашистской Германией в посёлке на братском кладбище была открыта мемориальная доска. На светлом мраморе высечено: «Здесь в числе других советских воинов захоронен Герой Советского Союза Сухов Василий Семёнович 1925—1944, рядовой 14-го СП 72-й СД».
На кладбище посёлка похоронен ряд известных людей науки и искусства, в их числе:
- Борис Дмитриевич Парыгин (1930—2012) — доктор философских наук, профессор, один из основоположников социальной психологии в Советском Союзе[14];
- Владлен Васильевич Гаврильчик (1929—2017) — известный петербургский художник, поэт и прозаик;
- Сиркка Сари (1920—1939) — известная финская киноактриса.

## Фото

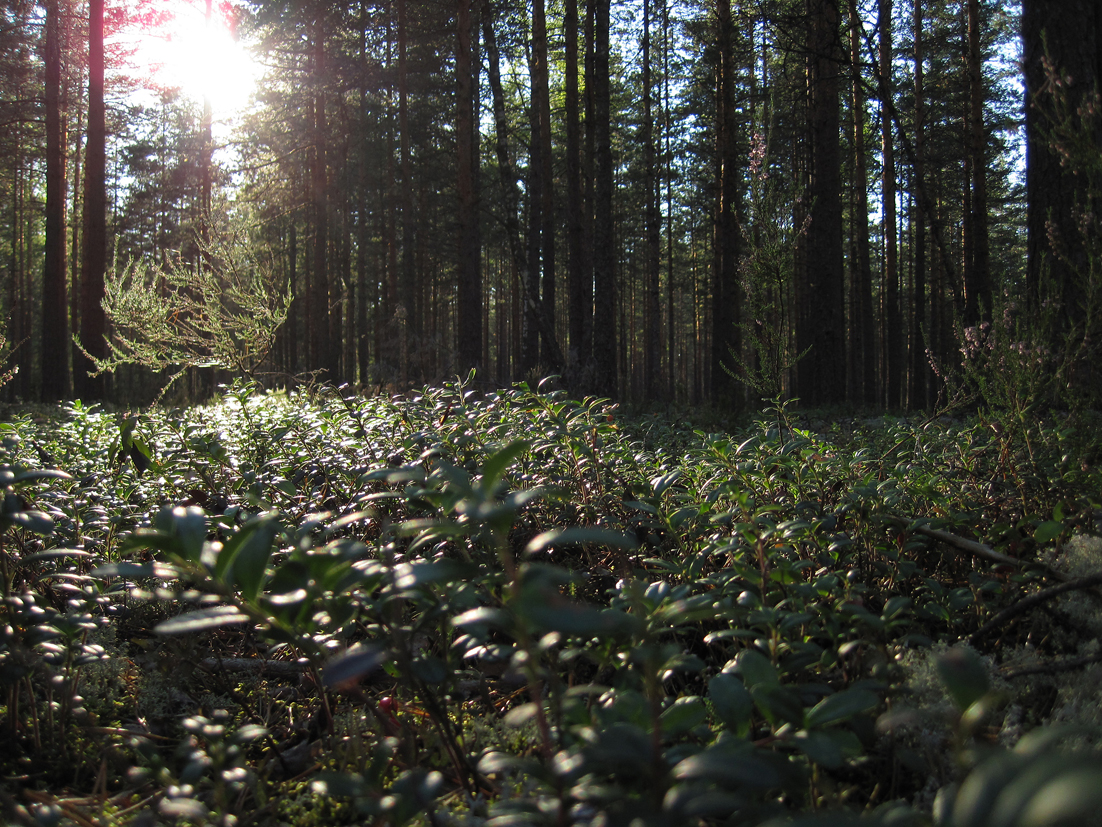
Лес в районе посёлка Кирилловское. 2010 год
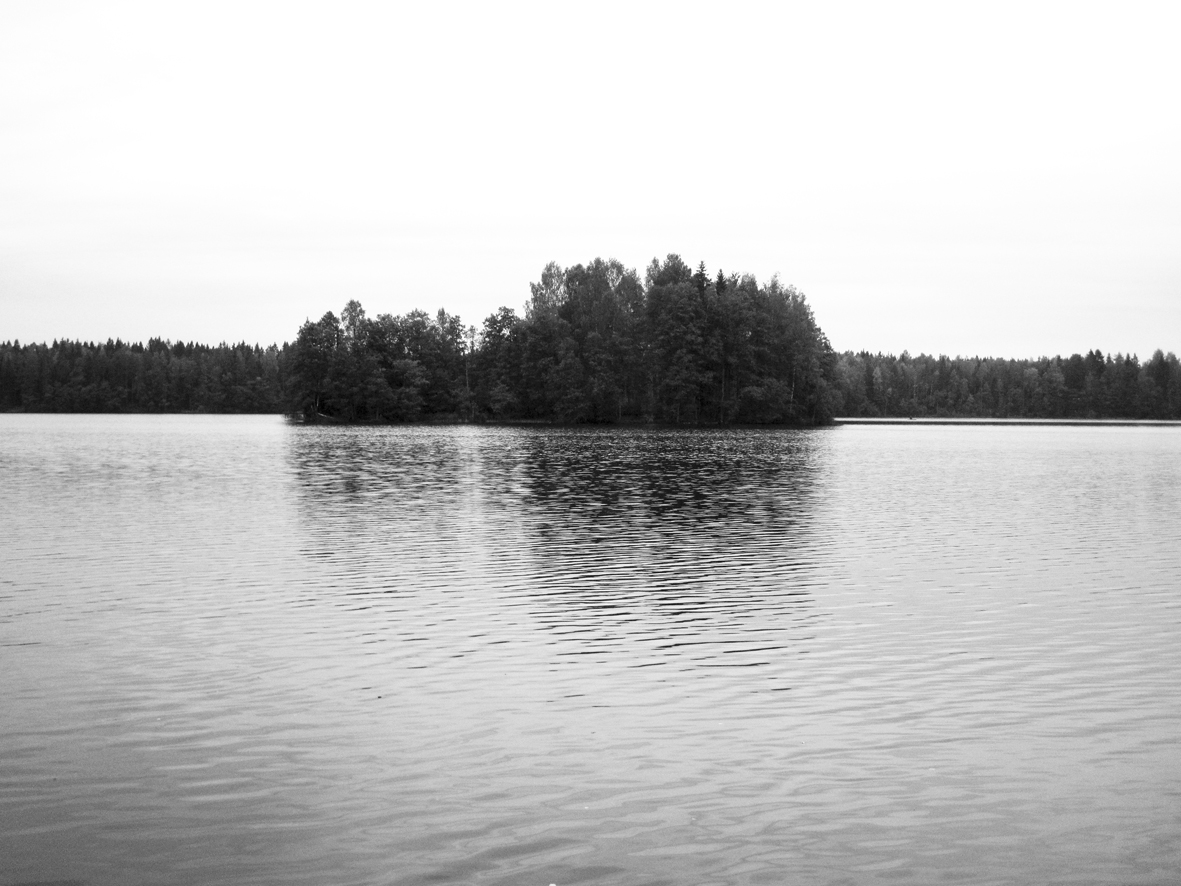
Малое Кирилловское озеро. 2010 год
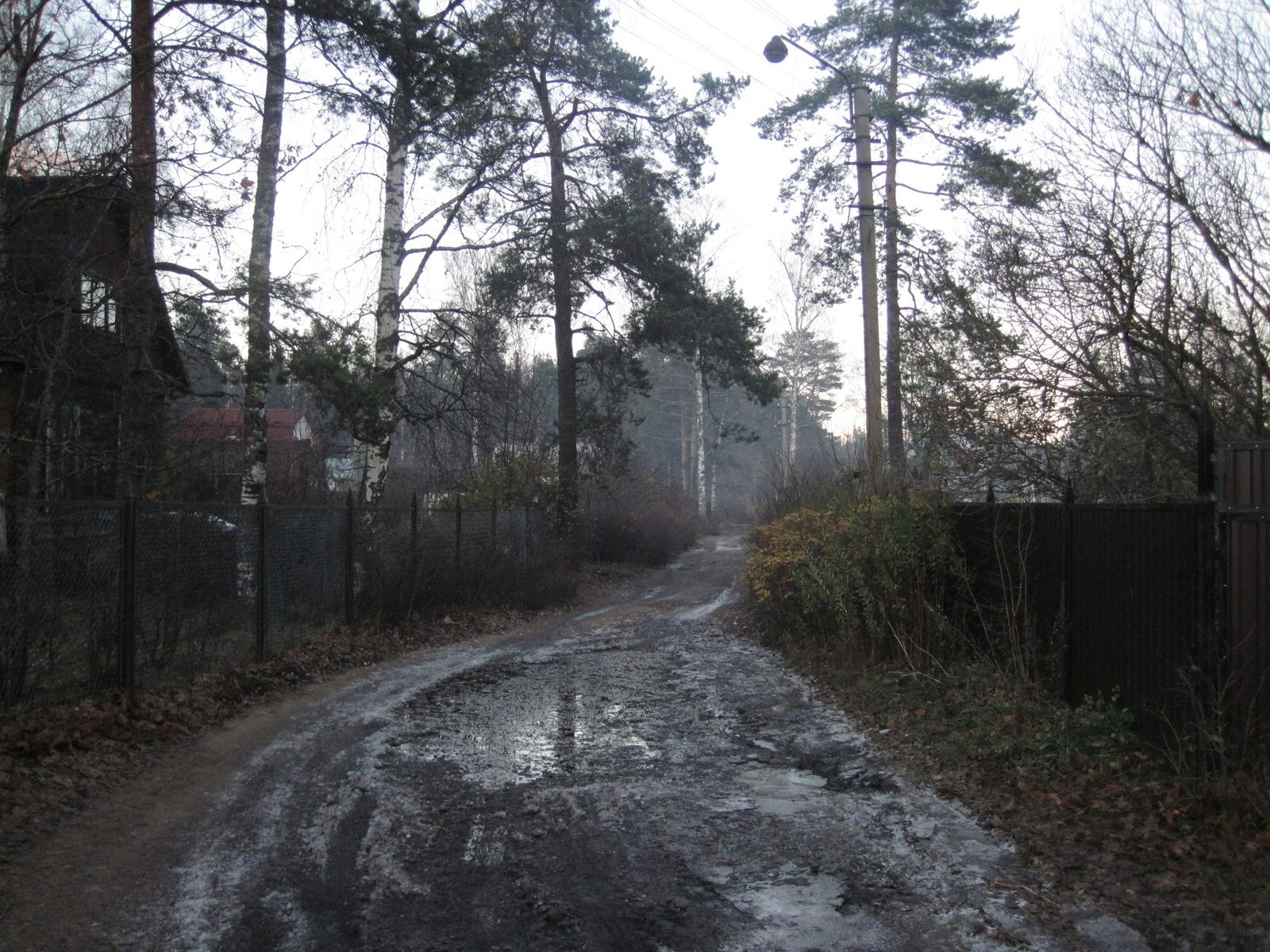
Кирилловское в октябре. 2012 год
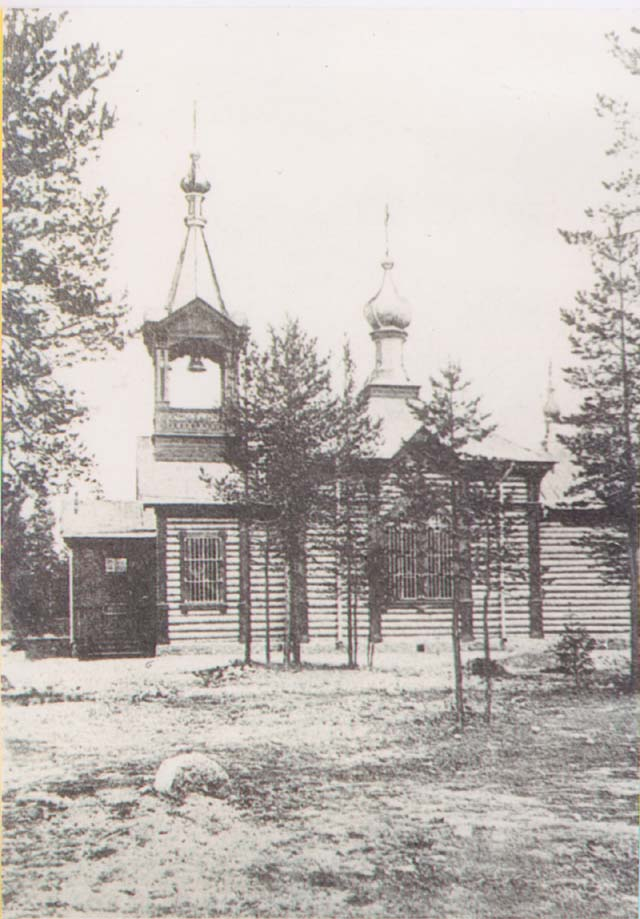
Православная церковь в Перкъярви. Около 1901 года

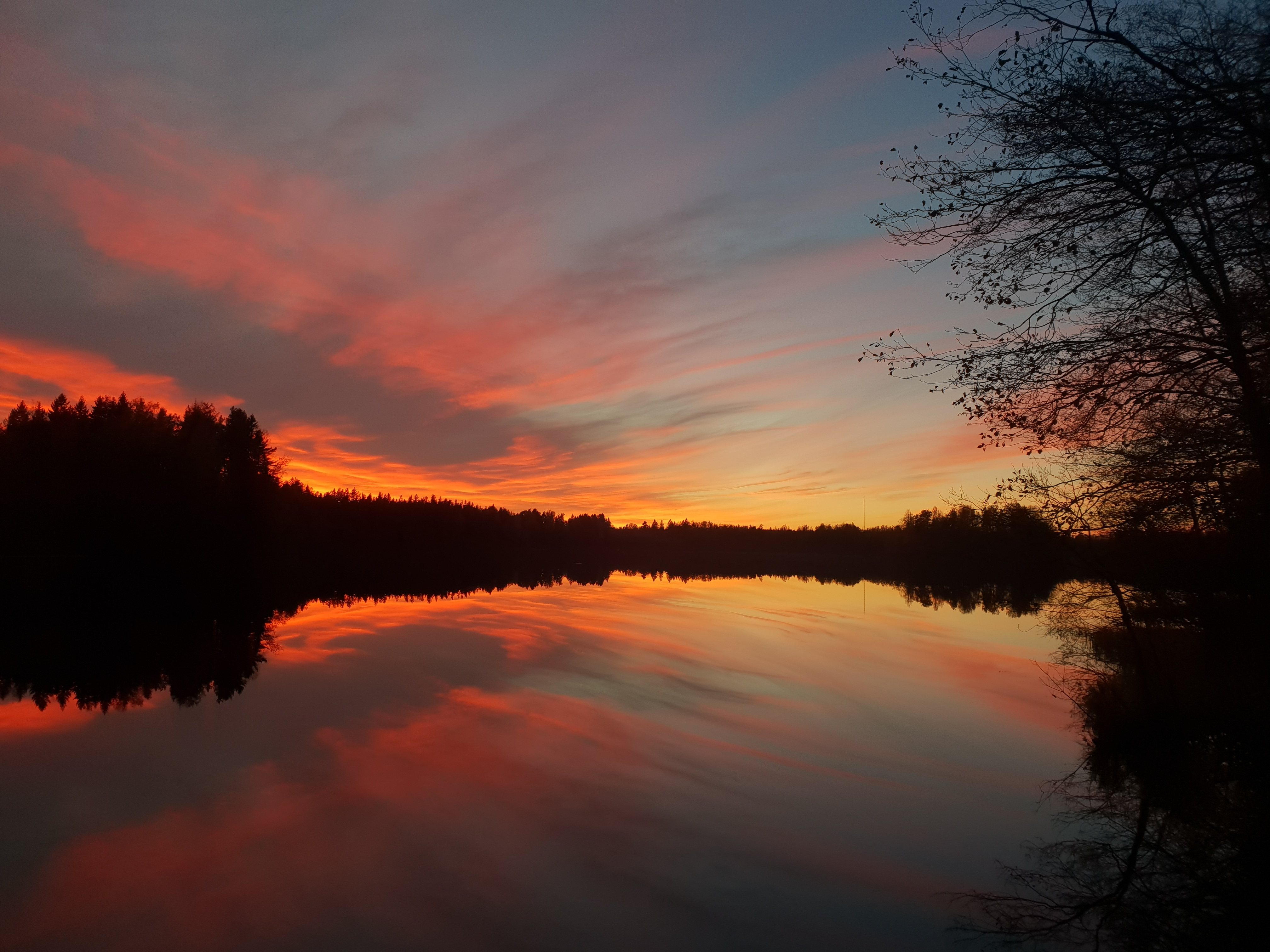
Закат на озере Малое Кириловское. 2018 год
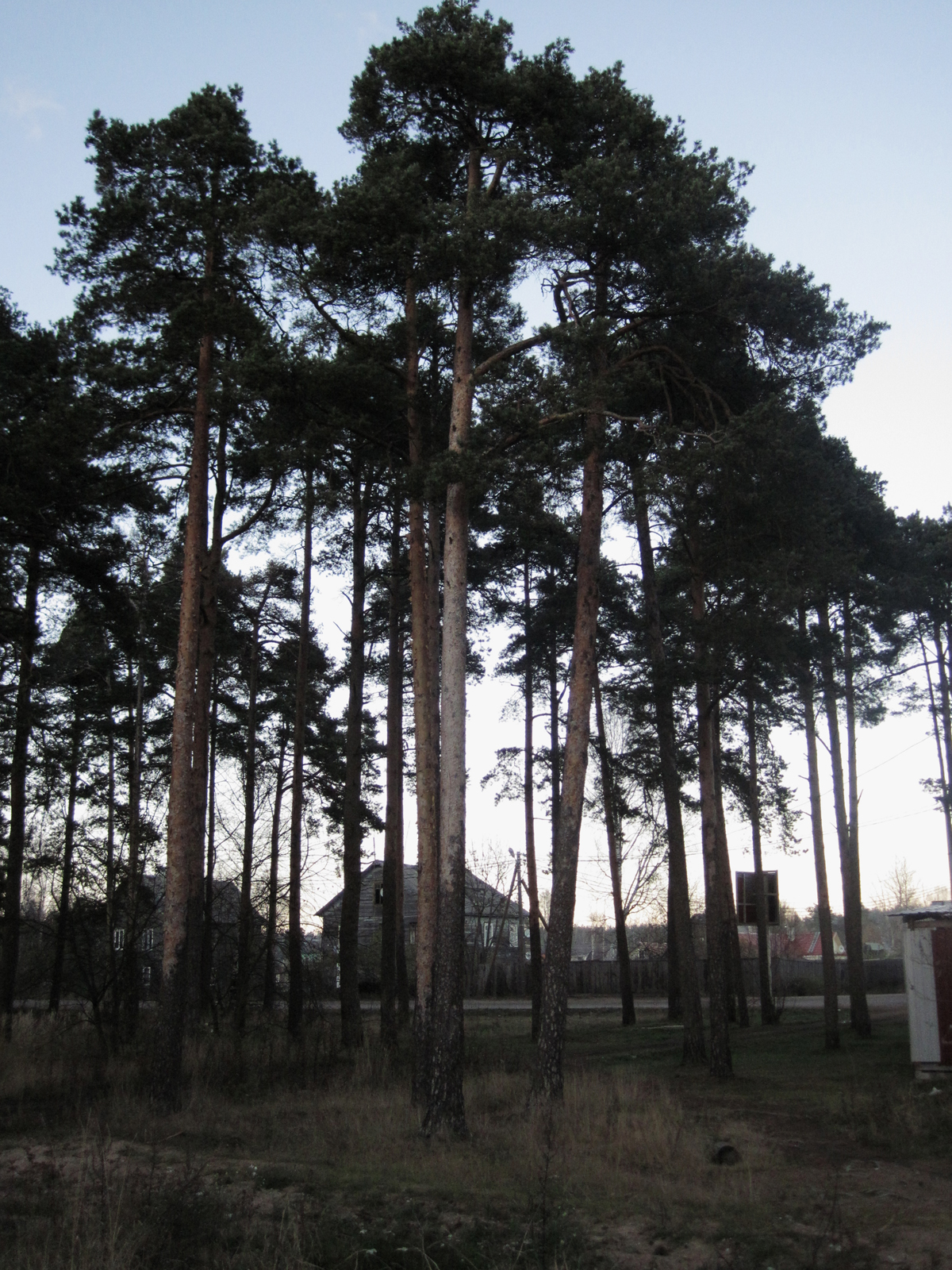
Кирилловское в октябре. 2012 год
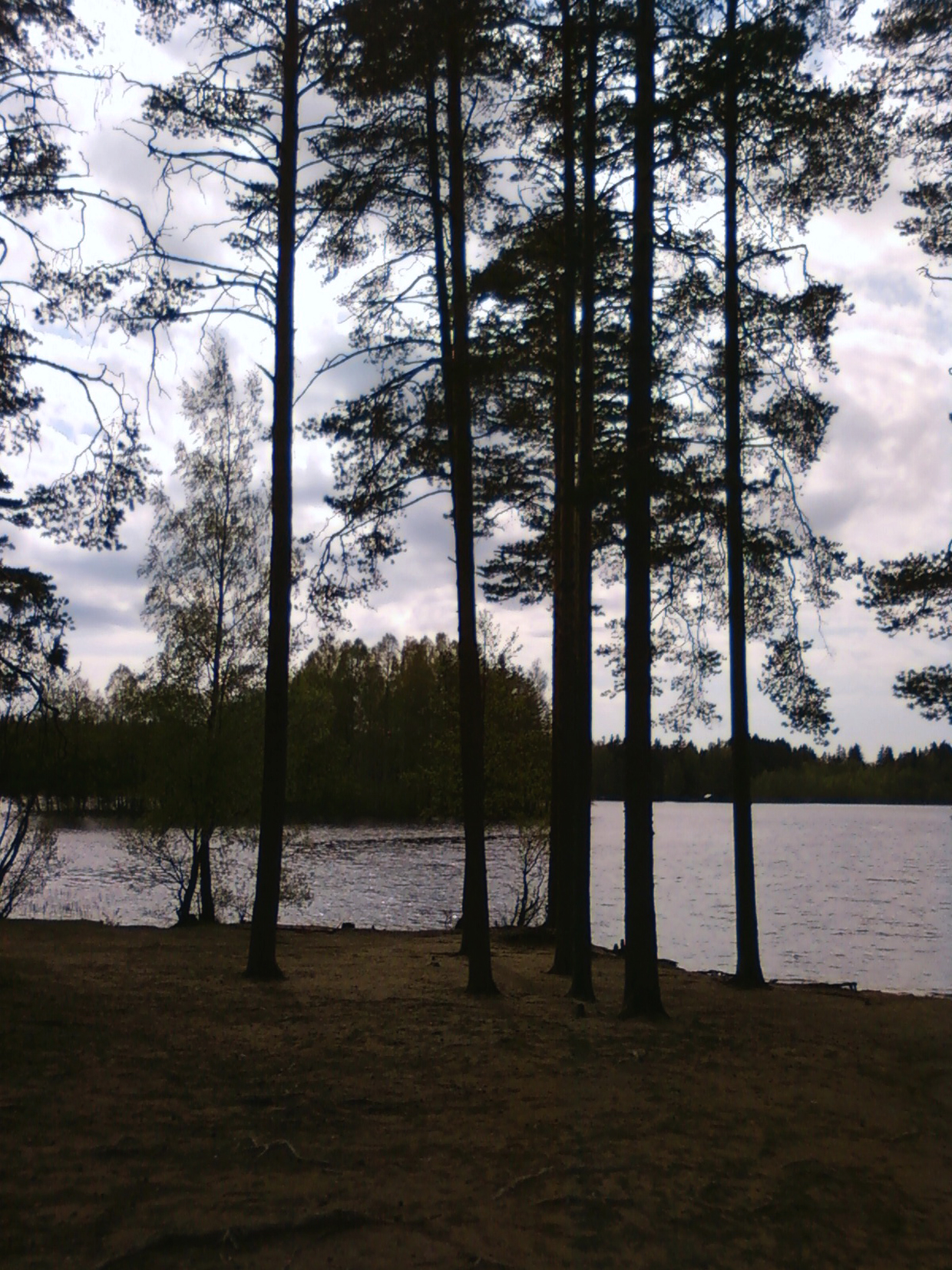
Берег Малого Кирилловского озера. 2012 год
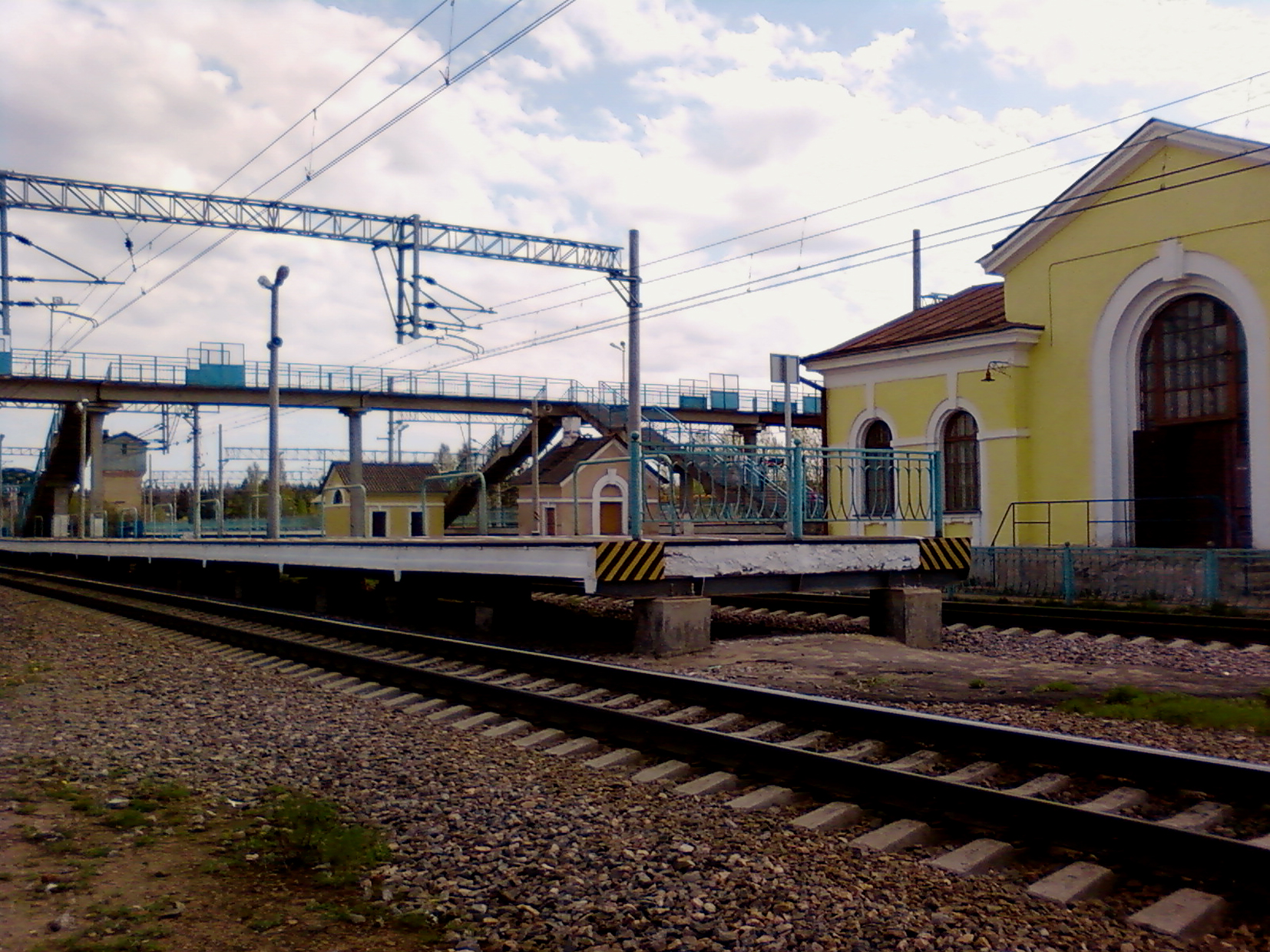
Станция Кирилловское. 2012 год
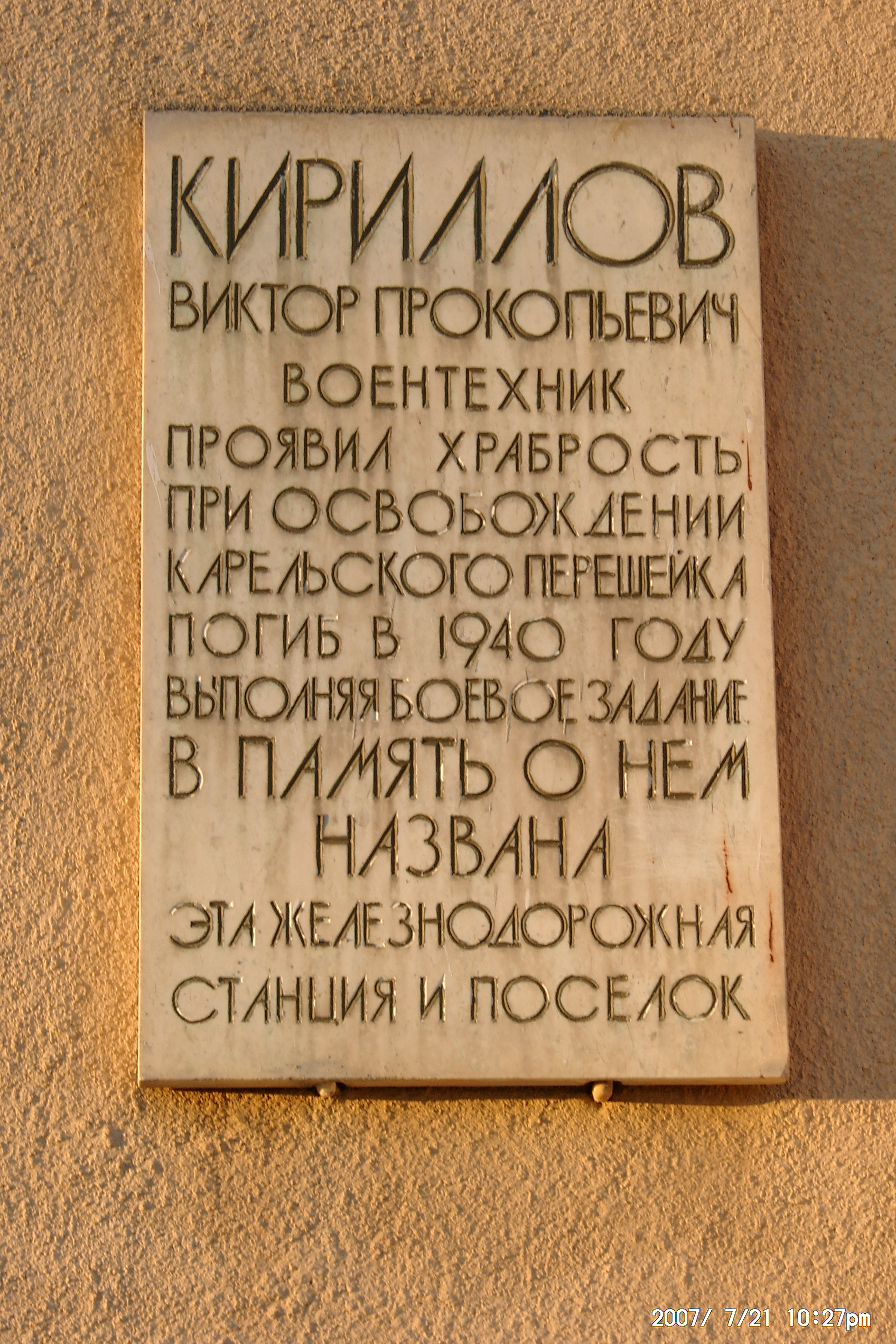
Мемориальная доска воентехнику В. П. Кириллову

## Улицы
Батарейная, Библиотечный переулок, переулок Бойко, Вокзальная, переулок Гордеева, Железнодорожная, Красная, Красноармейская, Лесная, Лесной переулок, Магистральная, переулок Макова, Малыгина, Новая, Озёрная, Октябрьский переулок, Пионерская, Почтовая, Приозёрная, Сапёрная, Семафорный переулок, Советская, Сосновая, Социалистическая, переулок Сухова, Танкистов, Харитонов переулок, Чайковского, Школьная.